# Maniquerville
Maniquerville település Franciaországban, Seine-Maritime megyében. Lakosainak száma 420 fő (2022. január 1.). Maniquerville Épreville, Fongueusemare, Froberville, Gerville és Sausseuzemare-en-Caux községekkel határos.

## Népesség
A település népességének változása:
| Lakosok száma | 391  | 399  | 410  | 411  | 417  | 421  | 424  | 432  | 420  |
|               | 2013 | 2015 | 2016 | 2017 | 2018 | 2019 | 2020 | 2021 | 2022 |